# Walter Eilender
Walter Lothar Eduard Eilender (* 12. August 1880 in Köln; † 8. September 1959 in Bad Mergentheim) war ein deutscher Metallurg und langjähriger Institutsleiter für Eisenhüttenkunde und Gießerei an der RWTH Aachen.

## Leben und Wirken
Nach seinem Abitur im Jahr 1899 studierte Eilender bis 1905 an der RWTH Aachen und schloss sein Studium mit der Prüfung zum Diplom-Ingenieur ab. Anschließend wurde er als Assistent unter Fritz Wüst an das Institut für Eisenhüttenkunde übernommen, bevor er ab 1907 in die Industrie wechselte. Hier blieb er, nur unterbrochen durch einen Kriegseinsatz während des Ersten Weltkriegs, bis 1928. Vor allem war er dort mit Forschungsarbeiten an kriegsrelevanten Materialien beteiligt, die die Auswirkungen der Blockade verschiedener Rohstoffe durch die Alliierten kompensieren sollten.
Anschließend folgte er einem Ruf zurück zur TH Aachen, wo er am 1. Oktober 1928 zum ordentlichen Professor für das Lehrgebiet Eisenhüttenkunde ernannt und zum Direktor der Fakultät für Stoffwirtschaft, Fachabteilung Hüttenkunde befördert wurde. Diese Fachabteilung zählte zu jener Zeit zu der größten und renommiertesten Hochschulabteilung für Hüttenkunde Deutschlands und mehr als die Hälfte aller Hüttenleute absolvierten hier ihr Studium. Seine Arbeitsschwerpunkte waren unter anderem Forschungen zur Weiterentwicklung des Stahlgewinnungsverfahren, der Legierungstechnik und der Oberflächenbehandlung von Stahlteilen, Einfluss des Mangan- und Aluminiumgehaltes von Stahl, Durchhärtungs- und Durchvergütungsvermögen von Baustählen sowie Einfluss des Gefüges auf das Verhalten von kohlenstoffarmem Stahl bei der Widerstandsschweißung.
Im Jahr 1931 konnte Eilender bewirken, dass an seinem Institut ein Laboratorium für Materialprüfung mit Hilfe von Röntgenstrahlen aufgebaut werden konnte. Im Jahr 1933 musste er sich jedoch vehement dagegen zur Wehr setzten, dass das Reichserziehungsministerium für die TH Aachen einen Numerus clausus im Bereich des Eisenhüttenwesens einführen wollte, um die schlechtere Auslastung an den Universitäten in Berlin und Breslau auszugleichen und er andernfalls mit massiven Nachteilen zu rechnen hätte. Um seinen Einwänden Nachdruck zu geben und die örtlichen Politiker sowie verschiedene Verbände und die Verantwortlichen der Schwerindustrie auf seine Seite zu ziehen, trat er schließlich noch im gleichen Jahr in die NSDAP ein.
Eilender hielt sich allerdings aus der aktiven Parteipolitik heraus und beschränkte sich ausschließlich auf seine Forschungs- und Lehrtätigkeit und brachte sich und sein Institut damit auch in Hinblick auf die Bedeutung für die Entwicklung und Produktion kriegsrelevanter Technik in eine starke Position. Denn trotz seiner politischen Zurückhaltung, seiner Ablehnung der ihm auferlegten Scheidung von seiner „vierteljüdischen“ Frau sowie dem Verdacht für die Sowjetunion Betriebsspionage betrieben zu haben, wobei hierzu das Verfahren eingestellt wurde, ernannte ihn 1943 das Reichserziehungsministerium zum Vertrauensmann der TH beim Reichsforschungsrat und 1944 noch zum Außenstellenleiter der Wehrforschungsgemeinschaft.
Nach dem Zweiten Weltkrieg war Eilender maßgeblich am Wiederaufbau der TH und seines Instituts beteiligt sowie am Aufbau des Aachener Studentenwerkes. Darüber hinaus übernahm er kommissarisch bis zur Wiederbesetzung noch die Betreuung des verwaisten Lehrstuhls für Bildsame Formgebung und ab 1947 bis zu seinem Tode den Vorsitz des Staatlichen Materialprüfungsamtes.
Auch nach seiner Emeritierung im Jahre 1949 war Eilender weiterhin für die Hochschule tätig. So förderte er unter anderem den Bau der neuen Mensa Academica und verfasste weiterhin zahlreiche Publikationen.

## Ehrungen
- Am 26. Juni 1922 wurde Walter Eilender in „Anerkennung seiner großen Verdienste um die deutsche Spezialstahlindustrie“, speziell für seine kriegswichtigen Forschungen und Arbeiten in einer Zeit, als die deutsche Rüstungsindustrie auf Grund der alliierten Blockade von Rohstoffen nach dem Ersten Weltkrieg abgeschnitten war, zum Ehrendoktor der RWTH Aachen ernannt.[1]
- Weiterhin wurde er im Jahre 1950 „in Würdigung seiner Verdienste um die Rheinisch-Westfälische Technische Hochschule Aachen und den Wiederaufbau des Hauses der Studentenschaft“ zum Ehrenbürger der RWTH Aachen erklärt.
- Schließlich ernannte man ihn am 14. Mai 1959 „in Würdigung seiner Erfolge als Forscher und akademischer Lehrer für Eisenhüttenkunde und in Anerkennung seines selbstlosen Einsatzes als Betreuer des Lehrstuhles für bildsame Formgebung sowie für seine hervorragenden Verdienste um den Aufbau der studentischen Fürsorge und Wohlfahrtseinrichtungen der Technischen Hochschule Aachen“ zu ihrem Ehrensenator.
- Ehrenmitgliedschaft im Studentenwerk Aachen
- Posthum wurde 1968 ihm zu Ehren und zur Erinnerung eines der Aachener Studententürme als Walter-Eilender-Haus benannt.

## Werke (Auswahl)
- Herbert Jurich, Walter Eilender: Beeinflussung des Stickstoffgehaltes von Kleinkonverterstahl durch verschiedenartiges Blasen. Verlag Stahleisen.
- Max Hauck, Walter Eilender: Einfluss der Erschmelzungsbedingungen auf die Einhärtung von unlegierten Siemens-Martin-Stählen mit 0,4 bis 1,0 % C. Verlag Stahleisen, 1950.
- Walter Eilender, Heinrich Arend, Werner Neuhaus: Die Fleckenbildung in Schweissverbindungen. Verlag Stahleisen, 1951
- Walter Eilender, Heinrich Arend, Werner Neuhaus: Verbesserung der mechanischen Eigenschaften niedriglegierter Vergütungsstähle durch Abstimmung der Wärmebehandlungs-Temperaturen und -Zeiten. Verlag  Stahleisen, 1952
- Walter Eilender, Robert Mintrop, Willy Lutz: Untersuchungen über die Zwischenstufenvergütung von Warmarbeitsstählen. Verlag Stahleisen, 1952
- Walter Eilender, Josef Schoop: Die Beeinflussung der Haltbarkeit basischer Konverterauskleidungen. Verlag Stahleisen, 1952
- Walter Eilender, Heinrich Arend: Verfahren zur Erzielung von Zwischenstufengefüge in zylindrischen Teilen mittleren Durchmessers aus Chrom-Molybdän-Vergütungsstahl. Verlag Stahleisen, 1954